# 쓰쿠모촌 (히로시마현)
쓰쿠모촌(津久茂村)은 히로시마현 사에키군에 설치되었던 촌이다. 현재의 에타지마시에 해당한다.